# Józef Marian Kownacki

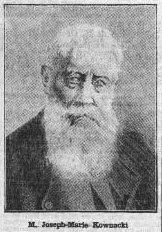
Józef Marian Kownacki (1906)

Józef Marian Kownacki (ur. 1806 w Płocku, zm. 19 stycznia 1908 w Joinville-le-Pont pod Paryżem) – ostatni polski emigrant we Francji z czasów powstania listopadowego. 

## Życiorys
Pochodził z rodziny Kownackich herbu Ślepowron. Był synem Józefa i Heleny z Kulpińskich.
Studiował na Wydziale Sztuk Pięknych Królewskiego Uniwersytetu Warszawskiego. Brał udział w powstaniu listopadowym jako żołnierz 4 pułku strzelców konnych. Był członkiem wyprawy gen. Józefa Dwernickiego na Rosję. Za zasługi otrzymał Srebrny Krzyż Virtuti Militari.
Po upadku powstania przedostał się do Krakowa, a stamtąd przez Szwajcarię do Francji. Początkowo pracował w Bourges przy budowie kolei, następnie przy muzeum w Orleanie. Pod koniec życia dawał prywatne lekcje rysunku.
Zmarł w Joinville-le-Pont pod Paryżem i tam został pochowany. Na pogrzebie mowy pożegnalne wygłosili: Władysław Mickiewicz i Władysław Zamoyski.

## Źródła
- Wielka Encyklopedia Powszechna Ilustrowana Saturnina Sikorskiego (wyd. 1890–1914), tom 41, s. 727.